# 富山県西部体育センター
富山県西部体育センター（とやまけんせいぶたいいくセンター）は、富山県砺波市柳瀬の砺波総合運動公園内に所在する総合運動施設。管理者は公益財団法人富山県体育協会である。

## 概要
砺波総合運動公園内に、西部体育センターに隣接する砺波市温水プール（チューリッププール）とともに、1999年7月15日に開設され、各種スポーツ競技会などが開催されるほか、市民のスポーツ振興拠点となっている。竣工祝いとして同年7月29日に「KIRIN CUP BASKETBALL ’99 日本代表VSフランス代表」第1戦が行われた。翌2000年に開催された2000年とやま国体では、少年男子バスケットボールの競技会場となった。
また、V・チャレンジリーグの試合や、bjリーグ時代富山グラウジーズの主催試合などが行われていた。2018年からはBリーグ富山グラウジーズの主催試合が行われている。利用可能時間は一部を除き平日と土曜日が9:00～21:00、日曜日および祝日が9:00～17:00、休館日は火曜日と年末年始である。
西部体育センターがある運動公園敷地内には、温水プールのほかに砺波市野球場、多目的競技場、野球・ソフトボール広場、サッカー・ラグビー広場などがある。

## 施設
- アリーナ
  - 大アリーナ : 50m×40m（2,000m2）バスケットボール 2面、バレーボール・テニス 3面、バドミントン 10面 等
    - ランニング走路 220m（2階）
    - 観客席 2,628人（固定席 1,776人・移動席 828人・多目的席 24人）

  - 中アリーナ : 34m×29m（986m2）バスケットボール・バレーボール・テニス・ハンドボール 1面、バドミントン 6面 等
- 第1トレーニング室 : 303m2
- 第2トレーニング室（ダンスフロア） : 121m2
- 健康体力相談室
- スポーツサウナ
- 研修室 : 3室（大・中・小）
- 選手控室、更衣室
- 屋根のある広場
- 駐車場（無料）

## 交通アクセス
- JR西日本城端線 砺波駅より
  - 加越能バスで 約17分（砺波総合公園前下車 徒歩1分）
  - 車で 約15分
- 北陸自動車道 砺波ICより車で 約10分